# Lijst van voetballers - T
Dit is een lijst van voetballers met een artikel op Wikipedia van wie de achternaam begint met de letter T.

## Ta
- Ivan Tabanov
- Ballou Tabla
- Gastón Taborga
- Alessio Tacchinardi
- Dušan Tadić
- Josip Tadić
- Yannis Tafer
- Ravil Tagir
- Nicolás Tagliafico
- Ahmed Reda Tagnaouti
- Taishi Taguchi
- Benjamin Tahirović
- Leonardo Talamonti
- Mark Talbut
- Haytham Tambal
- Adrien Tameze
- Niklas Tarvajärvi
- Rodrigo Taddei
- Simon Tahamata
- Saphir Taïder
- Taye Taiwo
- Yoshiaki Takagi
- Hideto Takahashi
- Kota Takai
- Francisco Takeo
- Alfredo Talavera
- Roy Talsma
- Ricardo Talu
- Tatsuya Tanaka
- Franco Tancredi
- Rune Tangen
- Markus Tanner
- Héctor Tapia
- Edmond Tapsoba
- Ryszard Tarasiewicz
- Diego Tardelli
- Marco Tardelli
- Kimmo Tarkkio
- Alexandru Târnovan
- Pasi Tauriainen
- Vesa Tauriainen
- Marcos Tavares
- Léandre Tawamba
- Gareth Taylor
- Graham Taylor
- Greg Taylor
- Ian Taylor

## Tc
- Mohamed Tchité
- Aurélien Tchouaméni

## Te
- Ari Tegelberg
- Georg Teigl
- Luis Tejada
- Yeltsin Tejeda
- Bernard Tekpetey
- Dennis Telgenkamp
- Dimitar Telkijski
- Andrés Tello
- Cristian Tello
- Rodrigo Tello
- Ogün Temizkanoğlu
- Henk Temming
- Byron Tenorio
- Carlos Tenorio
- Edwin Tenorio
- Máximo Tenorio
- Otilino Tenorio
- Mehdi Terki
- Frank Terletzki
- Simon Terodde
- Eduardo Terrazas
- Martin Terrier
- John Terry
- Kenny Tete
- Alexander Tettey
- Cedric Teuchert
- Jacques Teugels
- Carlos Tévez
- Andranik Teymourian

## Th
- Thalles
- Dany Theis
- Isaac Thelin
- Alex Thépot
- Jonas Thern
- Simon Thern
- Stefan Thesker
- Serge Thill
- Johny Thio
- Sada Thioub
- Andreas Thom
- Marc Thomé
- Jan Thomée
- Phil Thompson
- Claus Thomsen
- Johnny Thomsen
- Olaf Thon
- Hallvar Thoresen
- Erik Thorstvedt
- Lilian Thuram
- Michael Thwaite
- Lennart Thy
- Steen Thychosen

## Ti
- Petri Tiainen
- Danny Tiatto
- Eitan Tibi
- Li Tie
- Éric Tié Bi
- Youri Tielemans
- Dwight Tiendalli
- Adri van Tiggelen
- Hannu Tihinen
- Joel Tillema
- Jurriën Timber
- Quinten Timber
- Jaroslav Timko
- Milan Timko
- Anton Tinnerholm
- Jerko Tipurić
- Ari Tissari
- Matthew Le Tissier
- Tarik Tissoudali
- Marcel Titsch-Rivero
- Dušan Tittel

## Tj
- Razundara Tjikuzu

## To

### Tod
- Jordan Todorov
- Zdravko Todorov

### Toe
- Aleksandar Toentsjev

### Tof
- Luís Carlos Tóffoli

### Tog
- Ganbaatar Tögsbayar

### Toh
- Toomas Tohver

### Toi
- Joona Toivio
- Miikka Toivola
- Ola Toivonen
- Panu Toivonen

### Tok
- Ross Tokely
- Dorukhan Toköz

### Tol
- Pier Tol
- Patricio Toledo
- Arto Tolsa

### Tom
- Stjepan Tomas
- Róbert Tomaschek
- Igor Tomašić
- Marin Tomasov
- Jan Tomaszewski
- Ivan Tomečak
- Ante Tomić
- Lee Tomlin
- Damiano Tommasi
- David di Tommaso
- Jon Dahl Tomasson
- Nenad Tomović

### Ton
- Aleksandar Tonev

### Top
- Elin Topoezakov

### Tor
- Carlos Toro
- Vasilis Torosidis
- Gerardo Torrado
- José Manuel de la Torre
- Lucas Torreira
- Arturo Torres
- Carlos Torres
- Facundo Torres
- Fernando Torres
- Gerson Torres
- Macnelly Torres
- Erick Torres Padilla
- Moreno Torricelli

### Tos
- Cristopher Toselli
- Zoran Tošić
- Faton Toski
- Cenk Tosun

### Tot
- Francesco Totti

### Tou
- Jérémy Toulalan
- Sebastian Tounekti
- Abdoulaye Touré
- Almamy Touré
- El Bilal Touré
- José Touré
- Kolo Touré
- Yaya Touré
- Zargo Touré

### Tow
- Andros Townsend
- Andy Townsend

### Toy
- Yuta Toyokawa

## Tr
- Hatem Trabelsi
- Nizar Trabelsi
- Dejan Trajkovski
- Alain Traoré
- Bertrand Traoré
- Miguel Trauco
- Arnór Ingvi Traustason
- Andreas Trautmann
- Bert Trautmann
- Justin Treichel
- John Jairo Tréllez
- Gerhard Tremmel
- Marius Trésor
- David Trezeguet
- Konstantinos Triantafyllopoulos
- Eugen Trică
- Roberto Tricella
- Ivan Tričkovski
- Christopher Trimmel
- Aleksandar Trišović
- Diego Tristán
- Martin Trocha
- Anatolij Troebin
- Sondre Tronstad
- Enzo Trossero
- Carlos Trucco
- Mirosław Trzeciak

## Ts
- Philipp Tschauner
- Passang Tshering
- Sergej Tsjernik
- Aleksandr Tsjertoganov
- Keisuke Tsuboi
- Ivan Tsvetkov

## Tu
- Igor Tudor
- Lukas Tudor
- Rubén Tufiño
- Jack Tuijp
- Bill Tuiloma
- Ayhan Tumani
- Andrés Túñez
- Marko Tuomela
- Arda Turan
- Tom Turesson
- Jayden Turfkruier
- Ivan Turina
- Rifaat Turk
- Ahmet Eyüp Türkaslan
- Almir Turković
- Kubilay Türkyilmaz
- Aarno Turpeinen
- Hannu Turunen
- Jukka Turunen

## Tw
- Patrick Twumasi

## Ty
- Axel Tyll
- Oleksandr Tymtsjyk
- Kris Tyrpak

## Tz
- Shir Tzedek
- Alexandros Tziolis
- Alexandros Tzorvas

A · B · C · D · E · F · G · H · I · J · K · L · M · N · O · P · Q · R · S · T · U · V · W · X · Y · Z